# Snilovské sedlo
Snilovské sedlo (1 524 m n. m.) je sedlo v Malé Fatře na Slovensku. Nachází se v hlavním hřebeni kriváňské části pohoří mezi vrcholy Velký Kriváň (1 709 m) na západě a Chleb (1 646 m) na východě. Severní svahy spadají do horní části Vrátne doliny, jižní do horní části Snilovské doliny. Jedná se o důležitou křižovatku turistických tras. Kousek pod sedlem se nachází horní stanice kabinkové lanovky, která sem vede od chaty Vrátna.

## Přístup
- po červené  značce ze sedla Bublen nebo ze Sedla za Hromovým
- po modré  značce z rozcestí Chropáky
- po zelené  značce od chaty Vrátna nebo od Chaty pod Chlebom